# Harald Leth
Harald Leth (5. januar 1899 i København – 14. marts 1986 i Ålsgårde) var en dansk maler.
Leth blev student fra Birkerød Statsskole i 1918 og læste efterfølgende medicin. Han besluttede dog i 1921 at hellige sig kunsten og blev elev hos først Johannes Larsen og senere på Harald Giersings malerskole. Allerede i 1923 debuterede han på Kunstnernes Efterårsudstilling. Han blev i 1946 medlem af Koloristerne, som han dog forlod allerede i 1950. Fra 1934 til 1944 udstillede han på Høstudstillingen og var i 1941 initiativtager til tidsskriftet Årstiderne, hvor han fungerede som redaktør, skribent og kritiker. Fra 1952 til 1982 udstillede han på Martsudstillingen. 
Hans inspiration var Fynboerne, Karl Isakson og Oluf Høst, som han tilbragte somrene hos i 1920'erne og 1930'erne. Motivet i hans værker er ofte hentet i det nære. 
Han modtog i 1958 Eckersberg Medaillen, i 1966 Thorvaldsen Medaillen og i 1983 Prins Eugens Medalje. 
Harald Leth er begravet på Hellebæk Gamle Kirkegård.
En del af hans oliemalerier findes i dag på Holstebro Kunstmuseum.